# Каркас южный
Карка́с ю́жный (лат. Celtis australis), в старых русских источниках обрастница, каменное дерево, донное солодковое дерево — дерево, вид цветковых растений рода Каркас (Celtis) семейства Коноплёвые (Cannabaceae).
Типовой вид рода.

## Ботаническое описание

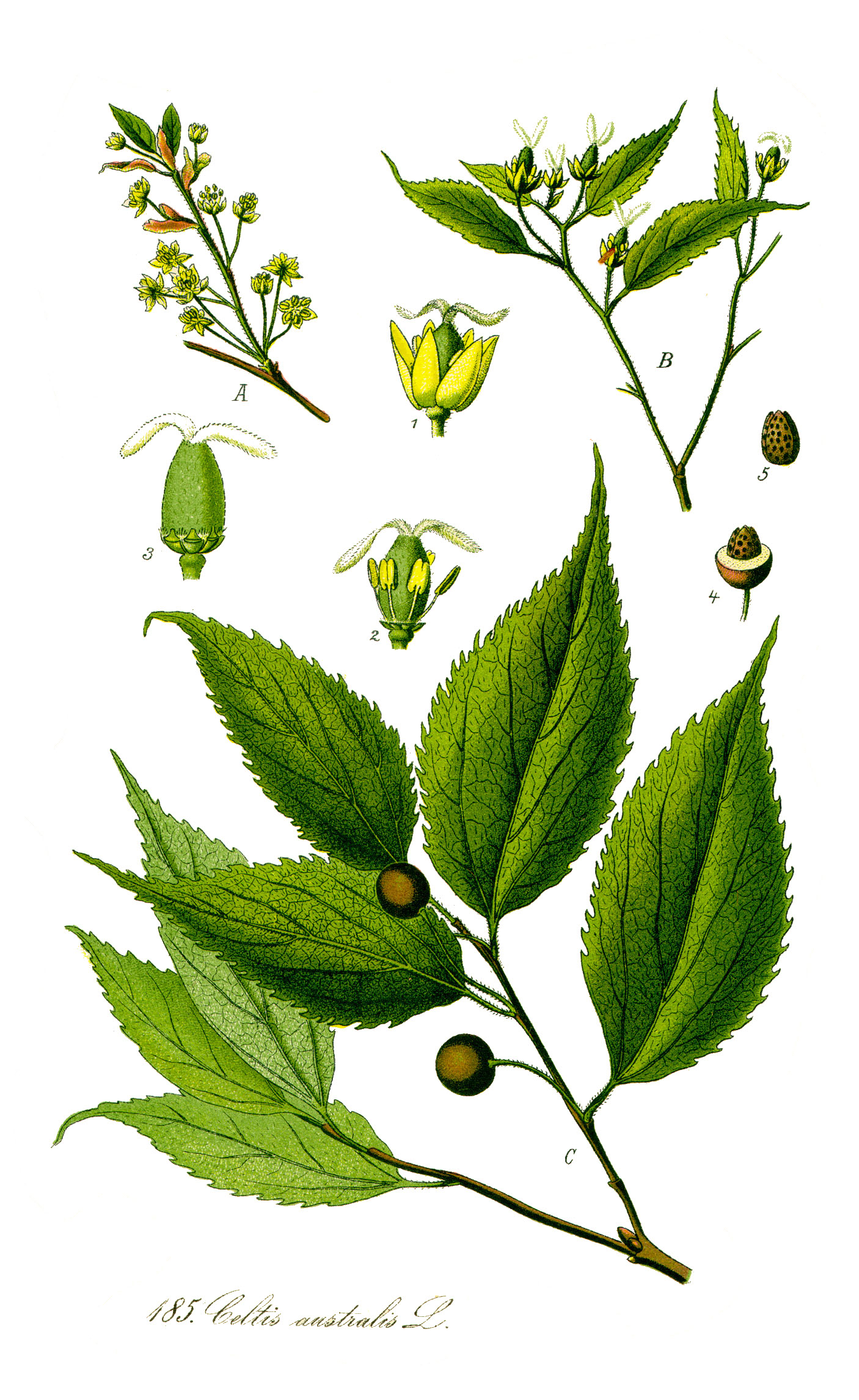

Дерево высотой 15—20 м, с прямым, покрытым серой корой стволом диаметром до 1 м, несущим шарообразную, довольно густую крону. Молодые побеги опушенные. Имеет очень мощную корневую систему, распространяющуюся во все стороны и на большую глубину.
Листья овально-ланцетные, длиной 4—8 см, вытянутые в длинные остроконечия, с широко-клиновидным, неравнобоким основанием, пильчатые, с обеих сторон мягко опушённые, снизу почти войлочные, серо-зелёные, сверху зелёные, на черешках длиной 5—15 мм.
Плоды шаровидные, от тёмно-пурпурных до чёрных, диаметром до 16 мм, почти сухие.
Цветение в мае. Плодоношение в сентябре — октябре.
В первые годы растёт быстро. Живёт до 500 лет.

## Распространение и экология
В природе ареал вида охватывает южную и центральную Европу, Малую Азию и Северную Африку. Культивируется по всему Средиземноморью.
Произрастает на каменистых почвах.

## Значение и применение

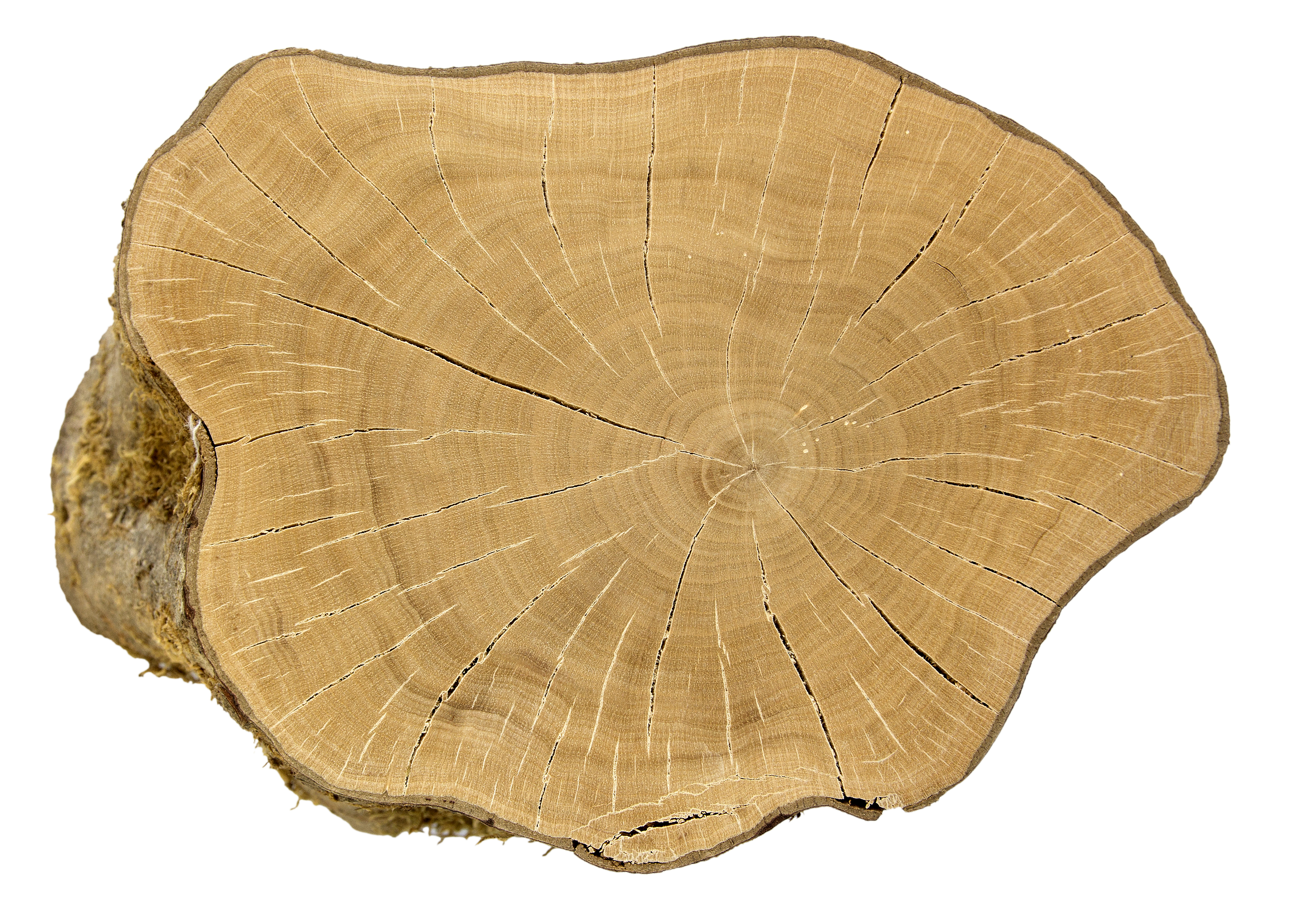
Спил каркаса южного из коллекции Тулузского музея

Древесина кольцесосудистая, заболонная, желтовато-белая, обладает высокими физико-механическими свойствами. Годичные кольца видны на всех разрезах.
Пригоден для разведения в садах и парках, озеленения улиц и лесоразведения. Применяется для закрепления откосов.
Каркас южный упоминается в гороскопе друидов, в том числе под ошибочным названием картас.

## Таксономия
Вид Каркас южный входит в род Каркас (Celtis) семейства Коноплёвые (Cannabaceae) порядка Розоцветные (Rosales).
|  |                                      |  |                                                             |                                                             |                      |  | ещё 8 семейств (согласно Системе APG II) | ещё 8 семейств (согласно Системе APG II) |                  |  |  |  | ещё около 70 видов |
|  |                                      |  |                                                             |                                                             |                      |  | ещё 8 семейств (согласно Системе APG II) | ещё 8 семейств (согласно Системе APG II) |                  |  |  |  | ещё около 70 видов |
|  |                                      |  |                                                             | порядок Розоцветные                                         |                      |  |                                          |                                          | род Каркас       |  |  |  |                    |
|  |                                      |  |                                                             | порядок Розоцветные                                         |                      |  |                                          |                                          | род Каркас       |  |  |  |                    |
|  | отдел Цветковые, или Покрытосеменные |  |                                                             |                                                             | семейство Коноплёвые |  |                                          |                                          | вид Каркас южный |  |  |  |                    |
|  | отдел Цветковые, или Покрытосеменные |  |                                                             |                                                             | семейство Коноплёвые |  |                                          |                                          |                  |  |  |  |                    |
|  |                                      |  | ещё 44 порядка цветковых растений (согласно Системе APG II) | ещё 44 порядка цветковых растений (согласно Системе APG II) |                      |  |                                          | ещё 9 родов                              | ещё 9 родов      |  |  |  |                    |
|  |                                      |  |                                                             | ещё 44 порядка цветковых растений (согласно Системе APG II) |                      |  |                                          |                                          | ещё 9 родов      |  |  |  |                    |